# Befejezetlen regék Númenorról és Középföldéről
A Befejezetlen regék Númenorról és Középföldéről (az első fordítás szerinti magyar címe: A Gyűrű keresése, eredeti címe: Unfinished Tales) J. R. R. Tolkien angol fantasy-író második posztumusz megjelent, Középföldével foglalkozó kötete. Elődjéhez, A szilmarilokhoz hasonlóan ezt is a szerző fia, Christopher Tolkien szerkesztette, de attól eltérően itt nem próbálta meg a könyvben szereplő történeteket befejezett állapotba hozni. 
A könyvben szereplő írások a formai vagy tartalmi befejezetlenség különböző szakaszaiban vannak, de van olyan is, amely a témába vágó hosszabb-rövidebb szemelvények sorozatai (pl. az Istarokkal foglalkozó tanulmány).

## Felépítése
A kötet négy részből áll, az első három mind Középfölde egy-egy korszakával foglalkozik, a negyedik pedig tanulmányokat tartalmaz.
Az egyes fejezetekhez Christopher Tolkien külön bevezetőket írt, valamint mind el van látva jegyzetekkel, amelyek részben a szerkesztő, de sokuk a szerző tollából származik.
Több fejezet tartalmaz továbbá függelékeket alternatív szövegváltozatokkal vagy más odaillő írásokkal.

### Első rész: Az első kor
- Tuor Gondolinba jöveteléről
- Narn i Hîn Húrin – Húrin gyermekeinek története

Tolkien A Gyűrűk Ura befejezése után nekilátott mitológiája, A szilmarilok kulcstörténetei hosszú változataihoz, ennek a kísérletnek eredményei olvashatók ezekben a fejezetekben. A Narn i Hîn Húrin szöveg szolgáltatta a Húrin gyermekei könyv anyagának nagy részét.
A Tuor történet kéziratának a címe Gondolin bukása volt, de mivel a címben jelzett esemény előtt megszakadt, ezért új címet kapott.

### Második rész: A Másodkor
- Númenor szigete
- Aldarion és Erendis – A tengerész asszonya
- Elros nemzetsége: Númenor királyai
- Galadriel és Celeborn és a lórieni Amroth király története

A fejezet anyagai az utolsó kivételével Númenorral foglalkoznak, és tartalmazzák Númenor térképét is. Galadriel és Celeborn fejezet több különálló írást tartalmaz, amelyek kapcsolatba hozhatók Lóriennel vagy uralkodóival.

### Harmadik rész: A Harmadkor
- A nősziromföldi mészárlás
- Cirion és Éorl – Rohan és Gondor barátsága
- Az erebori kutatás
- A Gyűrű keresése
- Csaták a Vasfolyó gázlójánál

A fejezet anyagai A Gyűrűk Ura és A hobbit cselekményének egyes utalásait, vagy a háttérben zajló eseményeit fejtik ki részletesebben.
Az erebori kutatás több szövegváltozatban maradt fenn. Ebben a könyvben az utolsó és egyben legrövidebb változat szerepel, valamint szemelvények a korábbi szövegekből. A Hobbit Douglas A. Anderson szerkesztésében megjelent szövegkritikai kiadásában egy hosszabb variáció is található.

### Negyedik rész: A drúadánok, istarok és palantírok
- A drúadánok
- Az istarok
- A palantírok

Christopher Tolkien megjegyzése szerint ez az egész, tanulmányokat közlő rész Az élethű kő című elbeszélés, amely A drúadánok című fejezet egy kis részét teszi ki, az ő kedvéért került a könyvbe.

## Fogadtatás
A kötet népszerűbb lett, mint az elődje, A szilmarilok, mert kevésbé szűkszavú. A kötet anyagi sikere indította útjára a tizenkét kötetes Középfölde históriája sorozatot.

## Magyarul
Magyarul először 1995-ben jelent meg, "A Gyűrű keresése" címmel, egy vagy két kötetes kiadásban a Szukits Könyvkiadó gondozásában.
Az első rész és a második rész Númenorral foglalkozó fejezetei Szántó Judit, a könyv többi része Koltai Gábor fordítása. Az istár tanulmány versbetéte Eörsi István tolmácsolásában jelent meg.
2012-ben az Európa Kiadó adta ki újból a könyvet "Befejezetlen regék Númenorról és Középföldéről" címen. Az új cím ellenére a régi fordítást tartalmazza, de a Magyar Tolkien Társaság javításaival.
- A Gyűrű keresése. Befejezetlen regék Középföldéről és Númenorról, 1-2.; előszó, jegyz., térképek Christopher Tolkien, ford. Szántó Judit, Koltai Gábor; Szukits, Szeged, 1995 (Fantasztikus remekművek)
- Befejezetlen regék Númenorról és Középföldéről; ford. Szántó Judit, Koltai M. Gábor; Európa, Bp., 2012